# Асебар
Асебар (баш. Әсебар заказнигы) — государственный природный зоологический заказник республиканского значения, расположенный в юго-восточной части Бурзянского района Республики Башкортостан, в 15 км на юго-восток от районного центра Старосубхангулово и в 5 км на юго-восток от села  Новоусманово.

## Обзор
Заказник организован в соответствии с Постановлением Кабинета Министров Республики Башкортостан от 6 августа 2001 года N 189. Постановлением Правительства Республики Башкортостан от 25 августа 2005 года N 189 заказник закреплен за государственным бюджетным учреждением «Дирекция по особо охраняемым природным территориям Республики Башкортостан». Заказник образован с целью сохранения и увеличения численности ценных видов диких животных.
Заказник расположен на землях государственного бюджетного учреждения Республики Башкортостан Бурзянское лесничество Министерства лесного хозяйства Республики Башкортостан. Площадь заказника составляет 7687 га.
Охране на территории заказника подлежат: наземные позвоночные животные, ихтио- и энтомофауна, естественные солонцы, тока, места сезонных концентраций, миграций, вывода потомства и т.д.; участки массового обитания животных и произрастания растений, занесенных в Красную книгу Российской Федерации и Красную книгу Республики Башкортостан.